# Malý Kežmarský štít
Der Malý Kežmarský štít (älter slowakisch Weberov štít; deutsch Weberspitze oder Kleine Kesmarker Spitze, ungarisch Weber-csúcs, polnisch Mały Kieżmarski Szczyt) ist ein Berg in der Hohen Tatra in der Slowakei mit einer Höhe von 2514 m n.m. Der Gipfel befindet sich auf einem vom Berg Kežmarský štít (deutsch Kesmarker Spitze) nördlich verlaufenden Grat und ist von diesem durch die Scharte Vyšná Kežmarská štrbina (Obere Kesmarker Scharte) getrennt.
Der Berg galt lange als Vorberg des Kežmarský štít und trug somit auch dessen historische Namen. Die deutschen Einwohner aus Stráne pod Tatrami (deutsch Forberg) und Spišská Belá (deutsch Zipser Bela) nannten diese Berggruppe Grünseespitze, die in der Literatur jedoch für den Berg Baranie rohy verwendet wird. Bis 1863 lag der Malý Kežmarský štít vollständig im Gemeindegebiet von Huncovce (deutsch Hunsdorf), nach 1863 gehörten die Nordteile zum Stadtgebiet von Kežmarok (deutsch Kesmark), doch trug weiter den Namen Grünseespitze. Um Verwechslungen vorzubeugen, leiteten die Zipser Deutschen die Suche nach einem neuen Namen ein. 1890 schlug Franz Dénes in der Wochenzeitung Zipser Bote den Namen Weberspitze nach dem evangelischen Pfarrer aus Zipser Bela, Samuel Weber. Dieser machte sich um die Erforschung der Tatra-Vegetation, Werbung für den Tourismus sowie Gründung von verschiedenen Wanderwegen in der östlichen Hohen Tatra sowie in der Belaer Tatra verdient.
Zum Gipfel führt kein touristischer Wanderweg und dieser ist somit nur für Mitglieder alpiner Vereine oder mit einem Bergführer zugänglich. Der Berg ist vom Südosten oder vom Sattel Sedlo pod Svišťovkou über einen Kammweg relativ leicht erreichbar. Möglicherweise passierten David Frölich im Jahr 1615 und Daniel Speer im Jahr 1654 in Rahmen der Schulausflüge Kesmarker Studenten den Berg auf dem Weg zum Kežmarský štít, als Ziel einer Besteigung war der Berg aber erst am 21. August 1889, als fünf Zipser, namentlich Adolf Gábriel, Fridrich Koromzay, Georg Koromzay, Adolf Nikházy und Samuel Weber zusammen mit zwei Trägern, über die Obere Kesmarker Scharte den Gipfel erreichten. Dieselbe Route wählten für die Wintererstbesteigung am 8. März 1906 Günter Oskar Dyhrenfurth und Alfred von Martin. Für Kletterer ist insbesondere die 900 m hohe Nordwand von Bedeutung. Als erster bezwang 1912 Gyula Komarnicki zusammen mit G. Hefty diese Wand, allerdings nur im oberen Teil ab der Rinne Nemecký rebrík (deutsch Deutscher Leiter). Der polnische Bergsteiger Wiesław Stanisławski bestieg die ganze Nordwand in zwei Teilen, die untere Hälfte mit Bolesław Chwaściński und Wiktor Ostrowski am 12. und 13. Juli 1932, die obere Hälfte mit P. Wogel am 4. August 1932. Diese Route, die sogenannte Weberovka, bezwangen die slowakischen Bergsteiger Arno Puškáš und K. Cerman in Winterbedingungen am 19. und 20. März 1953. Eine Direttissima gelang zum ersten Mal am 17. und 18. September 1963 den Kletterern Pavel Pochylý, Ján Ďurana, Karol Hauschke und Jiří Zrůst, die allerdings den schwierigsten Teil, den sogenannten Gelben Überhang (slowakisch Žltý previs), umgingen. Diese wurde erst am 13.–19. März 1967 in einer Superdirettissima durch Pavel Pochylý und Jiří Zrůst bezwungen. Heute sind mehr als 100 Kletterrouten beschrieben. Der Bergsteiger Pavol Jackovič beging von 1982 bis 2006 alle 109 bekannten Kletterrouten mit 26 eigenen Erstbegehungen und gab 2006 eine Monografie allein zur Nordwand heraus.